# Prise (escalade)
Pour les articles homonymes, voir Prise.

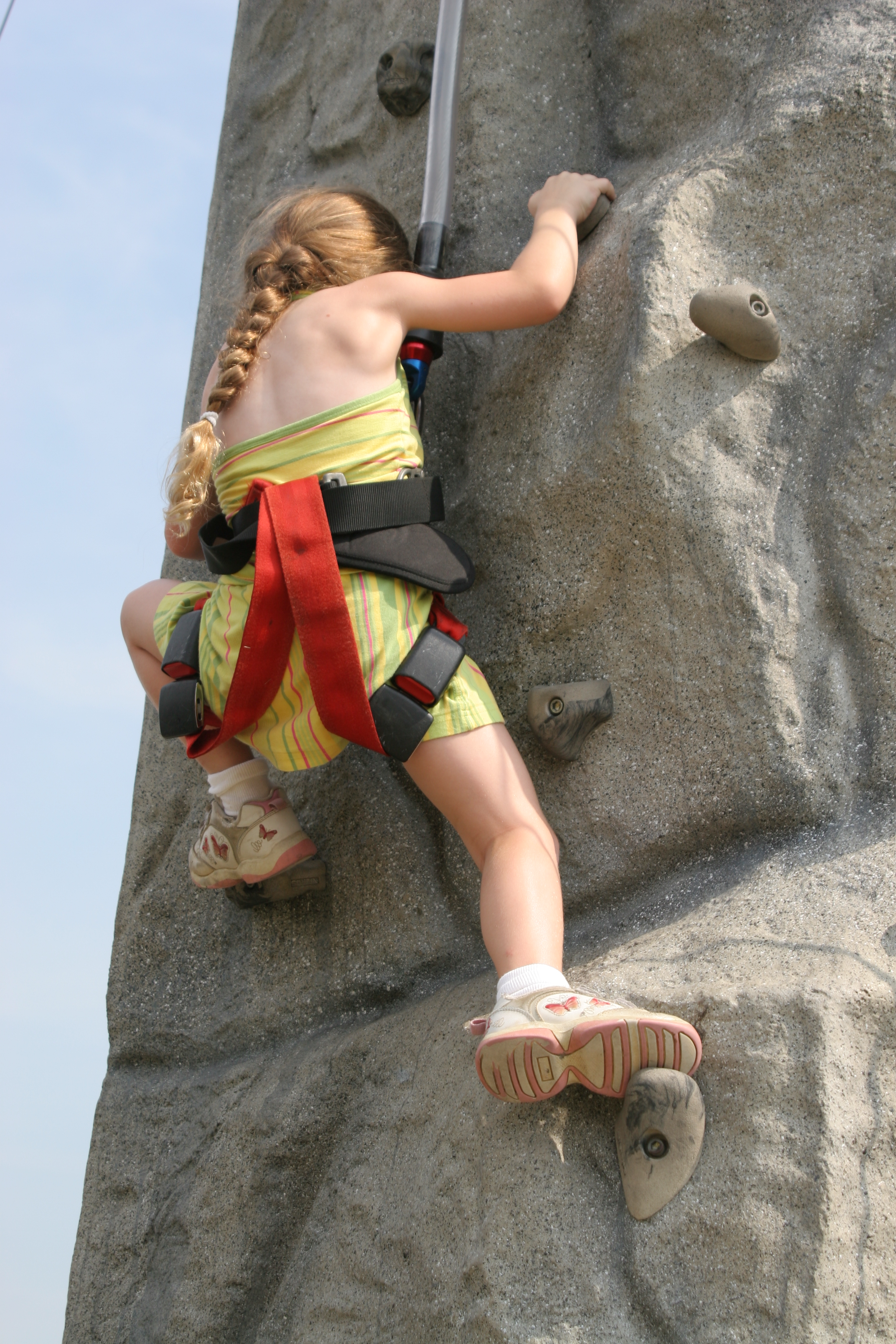
Grimpeuse utilisant des prises résines sur une structure artificielle.

Une prise d'escalade est une forme en saillie ou en creux d'un mur d'escalade ou d'une paroi naturelle, qu'utilise le grimpeur pour progresser en s'y appuyant ou en s'y agrippant.
Sur un mur, elles sont disposées de part et d'autre de l'axe de progression pour constituer un itinéraire à la difficulté variable appelé voie. On parle « d'ouverture » lorsqu'une voie est réalisée pour la première fois avec, éventuellement, pose de points d'ancrages.

## Conception
Les prises artificielles sont disponibles dans une large variété de tailles et de formes dans le but de créer différents niveaux de difficulté pour le grimpeur. Les prises sont soit boulonnées au mur avec des boulons hexagonaux à des écrous (t-nuts ou inserts) ou vissées avec plusieurs petites vis à bois. Dans certains cas, elles peuvent être ancrées, par exemple pour les fixer à l'armature d'un pont comme au viaduc des Fauvettes.
Les prises peuvent revêtir deux aspects : 
- Les prises en creux, qui sont rentrantes dans le mur d'escalade[1]. Pour l'installation de ce type de prise, le mur doit présenter des trous du même diamètre que celui des prises.
- Les prises en relief, qui ressortent du mur[2]. Ces prises peuvent être plus facilement inter-changées et installées sur des murs pleins en brique, pierre ou encore béton. C'est la catégorie de prise la plus fréquente sur le marché.

Ces prises peuvent être fabriquées selon différents matériaux dont la conception a évolué avec le temps. Dorénavant les professionnels cherchent à fabriquer des prises de qualité tout en en diminuant le coût de fabrication. Ainsi ils essayent d'améliorer la résistance de la prise, de varier sa forme ou d'offrir un « grain » intéressant. Il existe deux types de grain :
- Le grain entrant ;
- Le grain sortant (plus rare).

### Matériaux

#### Rocher
Les premières prises d'escalade étaient fabriquées à partir de véritables bouts de rocher qui étaient moulés dans des blocs de béton. Des morceaux de rocher furent ensuite percés d'un trou pour pouvoir les fixer à un mur. Ces prises en rocher offrent une bonne texture mais sont lourdes, se polissent à l'usage, sont difficiles à usiner et finalement peu pratiques pour une production ou un usage étendu.

#### Bois

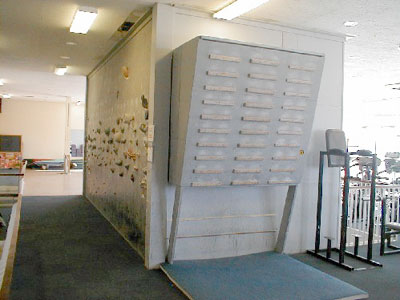
Un pan Güllich avec des prises en bois

Le bois est un autre matériau utilisé pour la confection de prises, principalement parce qu'il est bon marché et facile à sculpter dans diverses formes. Il est toujours utilisé aujourd'hui pour des prises de main fabriquées artisanalement ou industriellement. Les prises en bois ont en général une texture lisse et sont agréables à agripper ; elles restent toutefois difficiles à laver et peuvent se fissurer avec le temps. 
Wolfgang Güllich utilisa des prises en bois pour fabriquer le fameux « pan Güllich » qui lui servit pour s'entraîner à grimper Action directe.

#### Résine
Au début, la plupart des entreprises fabriquant des prises utilisaient un mélange de résine. Une résine bien préparée peut fournir une bonne texture et une prise assez durable bien qu'avec le temps la prise puisse se patiner et se fissurer. Les bords d'une prise en résine sont sujets à la casse. Elles peuvent aussi se détériorer pour d'autres raisons : la remise dans des bacs, le transport les unes avec les autres notamment lors de l'ouverture d'une voie ou le lavage. De plus, les bords cassés d'une prise en résine peuvent offrir une préhension supplémentaire qui peut s'avérer coupante ou dangereuse pour le grimpeur. 
Du fait de leur manque de flexibilité, elles peuvent se briser soudainement si elles sont vissées trop fortement sur la surface d'un mur qui n'est pas complètement plat. Plus la taille de la prise augmente, moins la résine est un matériau intéressant à utiliser. Même lorsque la prise est creuse, la résine reste un matériau lourd à déplacer en hauteur dans un bac ou un seau avant de la fixer sur le mur.
Les différents types de résine utilisées sont la résine polyester, le polyuréthane et plus rarement l'epoxy.

#### Fibre de verre
Pour pallier le problème de poids dû à la quantité de résine sur une grosse prise (c'est-à-dire d'une taille supérieure à une dizaine de centimètres), des fabricants conçoivent des prises en fibre de verre permettant d'avoir des prises creuses et donc plus légères.

### Méthode de fabrication
Dans le cas des prises en rocher, aucune méthode de conception n'est nécessaire mis à part une sélection des morceaux convenant aux besoins en termes de tailles, poids ou forme.

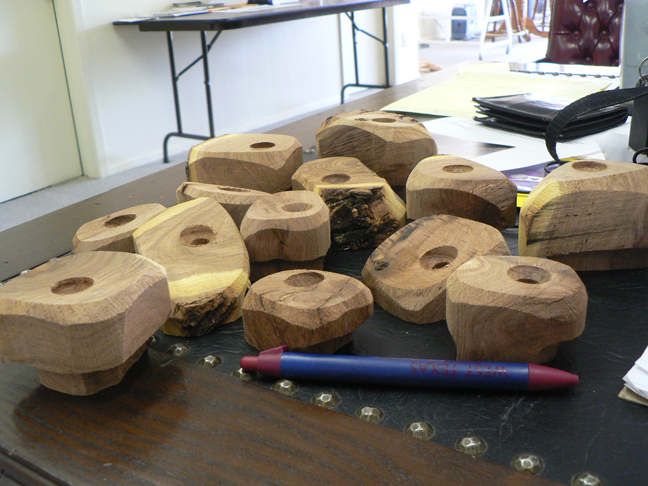
Plusieurs prises découpées dans un morceau de bois brut

Les prises bois nécessitent une conception un peu plus avancée. Elles peuvent être soit conçues à partir d'un morceau de bois brut ou bien composé. Une des méthodes consiste à superposer plusieurs couches de contreplaqué ayant une forme globale proche.
Les prises en résine sont plus complexes à concevoir. Une première méthode est le façonnage de la résine,. Mais la seconde méthode, plus courante, consiste à mouler les prises. Pour cela, il convient en premier lieu de faire une prise type qui servira de patron à la confection d'un moule, le plus souvent en silicone. Une fois ce moule réalisé, la résine peut y être coulée afin de réaliser autant de prises que nécessaire tant que le moule est utilisable.
Dans la plupart des cas, les prises sont ensuite colorées afin de les distinguer les unes des autres. Dans le cas des prises moulées, cette coloration peut être effectuée directement dans la masse. Durant cette étape de finition, le « grain » de la prise peut être travaillé par un ponçage ou un sablage.

## Types de prise
Les prises, qu'elles soient artificielles ou naturelles, peuvent offrir diverses préhensions, ce qui les rend plus ou moins faciles à agripper.

### Prises de pied
Une prise de pied est conçue pour que le grimpeur s'appuie dessus avec le chausson d'escalade. Ces prises peuvent prendre une grande variété de formes bien qu'elles soient généralement plutôt petites, offrant la surface suffisante pour poser l'orteil. On trouve différentes formes : plat, téton, cachou, gratton.

### Prises de main
Les prises de main sont conçues pour être agrippées avec les mains. La majorité des prises d'escalade sont des prises de mains dans le sens où elles peuvent également servir de prises de pied.

#### Positivité
La positivité indique la facilité de maintien d'une prise. Plus la forme de la prise est « sortante », plus sa positivité augmente. Si la prise a un large bord, est concave vers le haut et facile à agripper, elle est considérée très positive. Au contraire, si la surface utile est très plate et forme un angle droit avec le mur, elle n'est plus considérée comme ayant de la positivité. Si la prise se place en dessous d'un angle droit avec le mur, elle est considérée « fuyante ».

#### Bac
Les bacs sont de grandes prises, avec une positivité importante et qui offrent assez d'espace pour y placer les deux mains. Une prise appelée bac doit se prendre facilement ; cela signifie qu'elle est très concave ou plate mais sur un mur ayant une inclinaison positive (typiquement sur une dalle). Du fait de leur prise en main facile, les bacs se retrouvent sur des voies pour les débutants, pour l'échauffement ou des parois raides. Les bacs sont souvent utilisés comme prises pour se reposer ou pour accrocher sa dégaine.

#### Plat

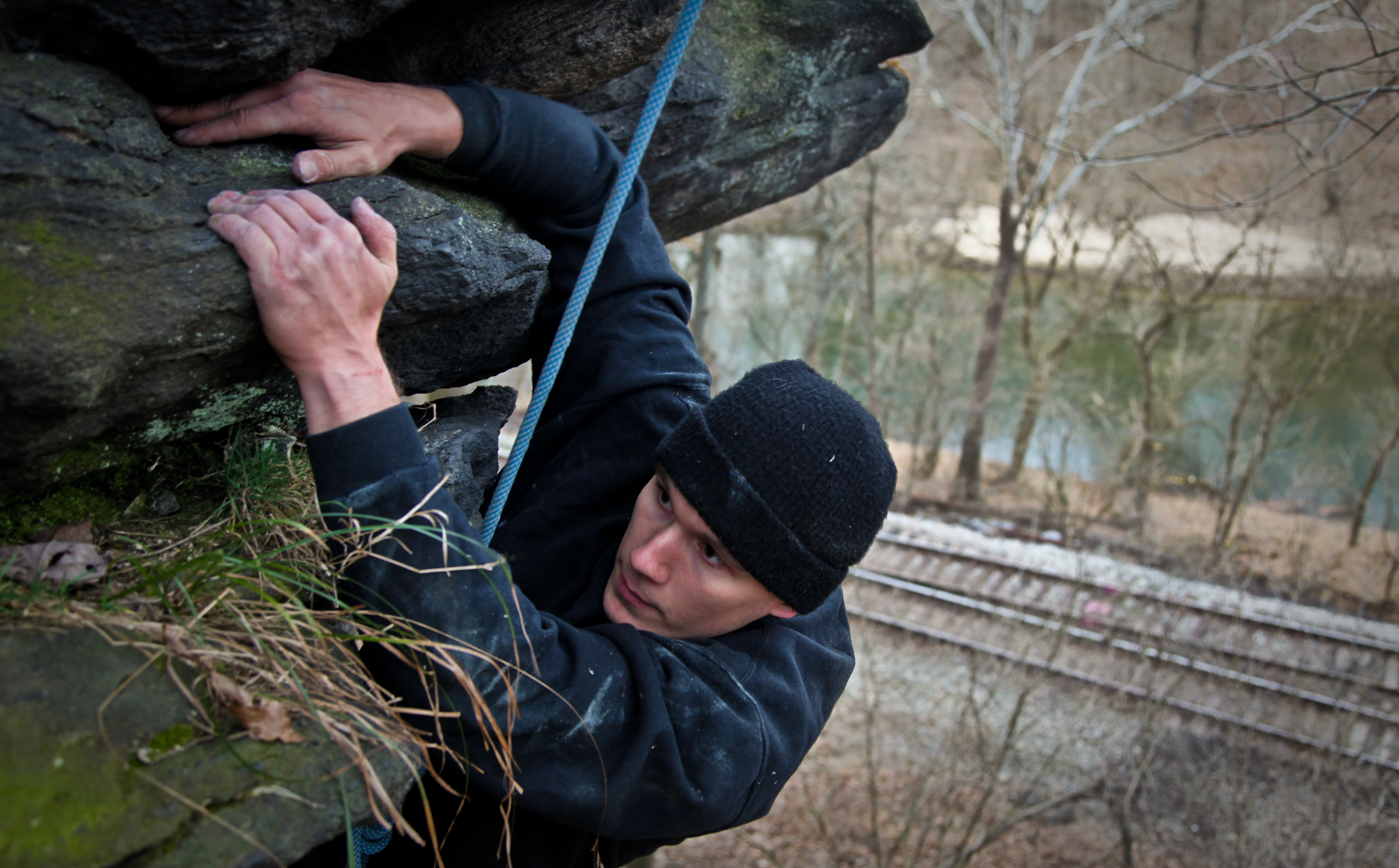
Grimpeur sur une falaise tenant un plat en main gauche.

Les plats sont les prises ayant la moins grande « positivité » ; elles sont aussi dites « fuyantes ». Leur profil est descendant vers le mur et elles ont généralement une forme lisse et en pente douce. Cela oblige le grimpeur à utiliser une main ouverte tout en poussant vers l'intérieur afin d'augmenter l'efficacité de maintien de la prise. Les plats sont habituellement considérés comme plus difficiles et sont plutôt réservés à des voies d'un niveau avancé.

#### Poche
Les poches sont des prises avec une petite ouverture permettant au grimpeur de s'y maintenir avec de un à trois doigts. les poches peuvent être plus ou moins profondes, permettant d'y insérer plus ou moins les phalanges. Une poche avec un seul doigt est appelé monodoigt ou simplement mono. Elles sont considérés comme étant très traumatisantes pour les tendons. Bien que les monos soit les plus dangereux, la plupart des poches permettent d'être prises avec deux doigts, ce sont alors des bidoigts ou bi ou parfois trois qui sont alors appelées tridoigts ou tri. Plus la bordure d'une poche est franche, plus sa « positivité » sera importante. À l'inverse, une bordure arrondie sera plus confortable à grimper.

#### Pince
Les pinces sont des prises ayant deux faces opposées pouvant être pincées, généralement avec la main entière c'est-à-dire avec les doigts d'un côté et le pouce de l'autre côté. Techniquement, tout prise où le pouce peut être utilisé en opposition est une pince. Les pinces nécessitent une force importante dans les mains et caractérisent les voies physiquement éprouvantes.

#### Réglette

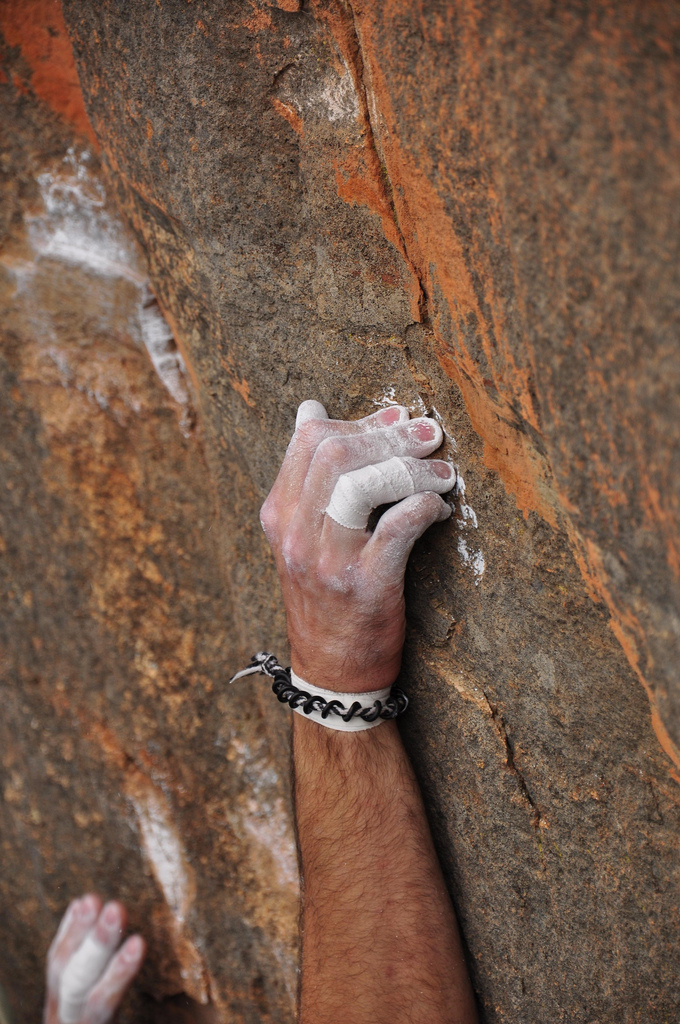
Réglette prise en position arquée

Les réglettes sont généralement de petites prises horizontales dont la largeur permet à peine de s'y tenir avec la troisième phalange des doigts. Une technique dite « arquée » est utilisée pour augmenter la tenue de ce type de prise.

#### Volume
Les volumes sont des prises très larges sur lesquels il est possible de visser d'autre prises. Ils peuvent être aussi bien produits en bois comme la structure d'un mur d'escalade ou bien en résine ou fibre de verre comme une prise plus classique. Ce type de prise permet de faire varier l'aspect du mur en lui offrant plus de relief.